# Kaliforniába jöttem
A Kaliforniába jöttem (The Fresh Prince of Bel-Air) az NBC televíziós vígjátéksorozata, melyet 1990-től 1996-ig hat évadon át sugároztak. A sorozat főszereplője Will Smith.

## Történet
A sorozat főhőse az ifjú Will, aki anyja utasítására Philadelphiából Kaliforniába költözik a rokonaihoz – egészen pontosan nagynénjéhez, nagybátyjához és három, sőt a későbbiekben négy unokatestvéréhez –, akik mellett egy számára egészen szokatlan életmódnak kell megfelelnie.

## Háttértörténet
Will Smith egy népszerű és sikeres rapper volt a 80-as évek végén, azonban jelentős adóhátralékot halmozott fel, ezért az IRS (amerikai adóhatóság) 2.800.000 $-ra bűntette őt és lefoglalták a holmijait és a bevételeit. Ekkor kereste őt meg az NBC csatorna, aki egy köré épülő vígjátéksorozatot készített.

## Szereplők
- Will Smith - Will Smith - ifj. Reisenbüchler Sándor, Sótonyi Gábor
- Alfonso Ribeiro - Carlton Banks - Seszták Szabolcs
- James Avery - Philip Banks - Konrád Antal, Koroknay Géza
- Karyn Parsons - Hillary Banks - Liptai Claudia, Mezei Kitty
- Janet Hubert-Whitten - Vivian Banks (1–3. évad) - Détár Enikő, Andresz Kati
- Daphne Maxwell Reid - Vivian Banks (4–6. évad) - Andresz Kati
- Tatyana M. Ali - Ashley Banks - Csondor Kata, Czető Zsanett
- Joseph Marcell - Geoffrey - Kocsis György, Pálfai Péter
- Ross Bagley - Nicholas "Nicky" Banks
- Jeffrey „DJ Jazzy Jeff” Townes - Jazz - Fesztbaum Béla, Szatmári Attila
- Nia Long  - Lisa Wilkes, Will barátnője és későbbi menyasszonya - Roatis Andrea
- Tyra Banks - Jackie Ames, Will exbarátnője - Hámori Eszter
- Vernee Watson-Johnson - Violet "Vy" Smith, Will anyja

## Helyszínek

### A Banks kastély
A hely, ahol a Banks család és Will él. A sorozat legtöbb jelenete itt játszódik. A kastély díszletét az 1. évad után jelentősen átépítették.

### Bel-Air Akadémia
A Bel-Air Akadémia egy magániskola, ahol Will és Carlton, majd később Ashley is tanul.

### Jazz lakása
Jazz lerobbant comptoni lakása. Ez a helyszín az első négy évadban volt látható.

### KFPB Channel 8 News tévétársaság
Ezt a helyszínt a 3. évadban láthattuk, mert Hilary itt dolgozott időjárás bemondóként és beleszeretett Trevor Collinsba, aki szintén itt dolgozott. Miután Trevor meghalt egy Bungee-jumping balesetben, a helyszínt kiírták a 4. évad végén. Azonban a 6. évadban a helyszín visszatért, mert Hilary itt forgatja saját talk-showját.

### Páva
A ULA főiskola diák boltja. A Páva a nevét a főiskola kabalájáról kapta. Kezdetben Jackie Ames a bolt vezetője, Carlton a vezető helyettes, Will pedig a pénztáros, azonban Jackie távozása után Will és Carlton közösen kezdik el vezetni a boltot.

## Epizódok

### 1. évad
| #   | Eredeti cím                                     | Magyar cím                           | Eredeti premier |
| --- | ----------------------------------------------- | ------------------------------------ | --------------- |
| 1.  | Pilot (The Fresh Prince Project)                | A mi családunk                       |                 |
| 2.  | Bang the Drum, Ashley                           | Hadd dübörögjön, Ashley!             |                 |
| 3.  | Clubba Hubba                                    | Egy elátkozott nap                   |                 |
| 4.  | Not with My Pig, You Don't                      | Szegény, honvágytól gyötört fiú      |                 |
| 5.  | Homeboy, Sweet Homeboy                          | Ujjé, a klubban de jó!               |                 |
| 6.  | Mistaken Identity                               | Nem a disznó teszi a pásztort        |                 |
| 7.  | Def Poet's Society                              | Személycsere                         |                 |
| 8.  | Someday Your Prince Will Be in Effect" (Part 1) | Sosem volt költők társasága, 1. rész |                 |
| 9.  | Someday Your Prince Will Be in Effect" (Part 2) | Sosem volt költők társasága, 2. rész |                 |
| 10. | Kiss My Butler                                  | Csókinasom                           |                 |
| 11. | Courting Disaster                               | Egy nap herceged beindul             |                 |
| 12. | Talking Turkey                                  | Kosárkirály                          |                 |
| 13. | Knowledge is Power                              | Csak                                 |                 |
| 14. | Day Damn One                                    | A tudás hatalom                      |                 |

### 2. évad
- Did The Earth Move For You?
- The Mother Of All Battles
- Will Gets A Job
- PSAT Story
- Granny Gets Busy
- Guess Who's Coming To Marry?
- The Big Four-Oh
- She Ain't Heavy
- Cased Up
- Hi-Ho Silver
- The Butler Did It
- Something For Nothing
- Christmas Show
- Hilary Gets A Life
- My Brother's Keeper
- Geoffrey Cleans Up
- Community Action
- Ill Will
- Eyes On The Prize
- Those Were The Days
- Vying For Attention
- The Aunt Who Came To Dinner
- Be My Baby Tonight
- Strip-Tease For Two

### 3. évad
- How I Spent My Summer Vacation
- Will Gets Committed
- That's No Lady, That's My Cousin
- Hilary Gets A Job
- Mama's Baby, Carlton's Maybe
- P.S. I Love You
- Here Comes The Judge
- Boyz In The Woods
- A Night At The Oprah
- Asses To Ashes
- A Funny Thing Happened On The Way To The Forum
- The Cold War
- Mommy Nearest
- Winner Takes Off
- Robbing The Banks
- Bundle Of Joy
- The Best Laid Plans
- The Alma Matter
- Just Say Yo
- The Baby Comes Out
- You Bet Your Life
- Ain't No Business Like Show Business
- The Way We Were
- Six Degrees Of Graduation

### 4. évad
- Where There's A Will, There's A Way, 1. rész
- Where There's A Will, There's A Way, 2. rész
- All Guts, No Glory
- Father Of The Year
- It's Better To Have Loved And Lost It...
- Will Goes A-Courtin'
- Hex And The Single Guy
- Blood Is Thicker Than Mud
- Fresh Prince After Dark
- Home Is Where The Heart Attack Is
- Take My Cousin...Please
- You've Got To Be A Football Hero
- 'Twas The Night Before Christening
- Sleepless In Bel-Air
- Who's The Boss
- I Know Why The Caged Bird Screams
- When You Hit Upon A Star
- Stop Will! In The Name Of Love
- You'd Better Shop Around
- The Ol' Ball And Chain
- The Harder They Fall
- M Is For The Many Things She Gave Me
- Mother's Day
- Papa's Got A Brand-New Excuse
- For Sale By Owner
- The Philadelphia Story

### 5. évad
- What's Will Got To Do With It, 1. rész
- The Client, 2. rész
- Reality Bites
- Grumpy Young Men
- Fresh Prince: The Movie
- Will's Misery
- Father Knows Best
- Sooooooool Train
- Love Hurts
- Will's Up A Dirt Road
- Will Steps Out
- Same Game, Next Season
- Three's A Crowd
- It's A Wonderful Lie
- Bullets Over Bel-Air
- A Decent Proposal
- Will Is From Mars...
- The Wedding Show
- Slum Like It...Not!
- As The Will Turns
- Save The Last Trance For Me
- To Thine Own Self Be Blue...And Gold
- Cold Feet, Hot Body
- Love In An Elevator
- For Whom The Wedding Bells Toll

### 6. évad
- Burnin' Down The House
- Get A Job
- Stress Related
- Bourgie Sings The Blues
- The Script Formerly Known As
- Not, I Barbecue
- Not With My Cousin You Don't
- Viva Lost Wages
- There's The Rub, 1. rész
- There's The Rub, 2. rész
- I, Ooh, Baby, Baby
- Boxing Helena
- I, Clownius
- Breaking Up Is Hard To Do, 1. rész
- Breaking Up Is Hard To Do, 2. rész
- I, Bowl Buster
- The Butler's Son Did It
- Hare Today...
- I, Whoops, There It Is
- I, Stank Horse
- I, Stank Hole In One
- Eye, Tooth
- I, Done, 1. rész
- I, Done, 2. rész